# Foadan FC
Der Foadan Football Club ist ein togoischer Fußballverein aus Dapaong. Aktuell, Stand Oktober 2024, spielt der Verein in der zweiten Liga.

## Erfolge
- Togoischer Pokalsieger: 1985
- Togoischer Pokalfinalist: 2004

## Stadion
Der Verein trägt seine Heimspiele im Stade Municipal Dapaong in Dapaong aus. Das Stadion hat ein Fassungsvermögen von 1000 Personen.